# Pointis-Inard
Pointis-Inard är en kommun i departementet Haute-Garonne i regionen Occitanien i södra Frankrike. Kommunen ligger i kantonen Saint-Gaudens som tillhör arrondissementet Saint-Gaudens. År 2022 hade Pointis-Inard 920 invånare.

## Befolkningsutveckling
Antalet invånare i kommunen Pointis-Inard
Referens:INSEE